# Mesnay
Mesnay est une commune française située dans le département du Jura, dans la région culturelle et historique de Franche-Comté et la région administrative Bourgogne-Franche-Comté.

## Géographie

### Climat
Pour des articles plus généraux, voir Climat de la Bourgogne-Franche-Comté et Climat du département du Jura.
En 2010, le climat de la commune est de type climat de montagne, selon une étude du Centre national de la recherche scientifique s'appuyant sur une série de données couvrant la période 1971-2000. En 2020, Météo-France publie une typologie des climats de la France métropolitaine dans laquelle la commune est exposée à un climat semi-continental et est dans la région climatique  Jura, caractérisée par une forte pluviométrie en toutes saisons (1 000 à 1 500 mm/an), des hivers rigoureux et un ensoleillement médiocre.
Pour la période 1971-2000, la température annuelle moyenne est de 10,4 °C, avec une amplitude thermique annuelle de 17,2 °C. Le cumul annuel moyen de précipitations est de 1 337 mm, avec 13,8 jours de précipitations en janvier et 9,3 jours en juillet. Pour la période 1991-2020, la température moyenne annuelle observée sur la station météorologique de Météo-France la plus proche, « Besain », sur la commune de Besain à 13 km à vol d'oiseau, est de 9,6 °C et le cumul annuel moyen de précipitations est de 1 525,6 mm. 
La température maximale relevée sur cette station est de 39,5 °C, atteinte le 25 juillet 2019 ; la température minimale est de −33 °C, atteinte le 2 janvier 1971,,.
Les paramètres climatiques de la commune ont été estimés pour le milieu du siècle (2041-2070) selon différents scénarios d'émission de gaz à effet de serre à partir des nouvelles projections climatiques de référence DRIAS-2020. Ils sont consultables sur un site dédié publié par Météo-France en novembre 2022.

## Urbanisme

### Typologie
Au 1er janvier 2024, Mesnay est catégorisée bourg rural, selon la nouvelle grille communale de densité à sept niveaux définie par l'Insee en 2022.
Elle appartient à l'unité urbaine d'Arbois, une agglomération intra-départementale regroupant deux  communes, dont elle est une commune de la banlieue,,. Par ailleurs la commune fait partie de l'aire d'attraction d'Arbois, dont elle est une commune du pôle principal,. Cette aire, qui regroupe 16 communes, est catégorisée dans les aires de moins de 50 000 habitants,.

### Occupation des sols
L'occupation des sols de la commune, telle qu'elle ressort de la base de données européenne d’occupation biophysique des sols Corine Land Cover (CLC), est marquée par l'importance des forêts et milieux semi-naturels (58,2 % en 2018), en diminution par rapport à 1990 (61,1 %). La répartition détaillée en 2018 est la suivante : 
forêts (53,8 %), prairies (21,7 %), zones agricoles hétérogènes (13,7 %), zones urbanisées (5 %), milieux à végétation arbustive et/ou herbacée (4,4 %), terres arables (1,1 %), cultures permanentes (0,4 %). L'évolution de l’occupation des sols de la commune et de ses infrastructures peut être observée sur les différentes représentations cartographiques du territoire : la carte de Cassini (XVIIIe siècle), la carte d'état-major (1820-1866) et les cartes ou photos aériennes de l'IGN pour la période actuelle (1950 à aujourd'hui).

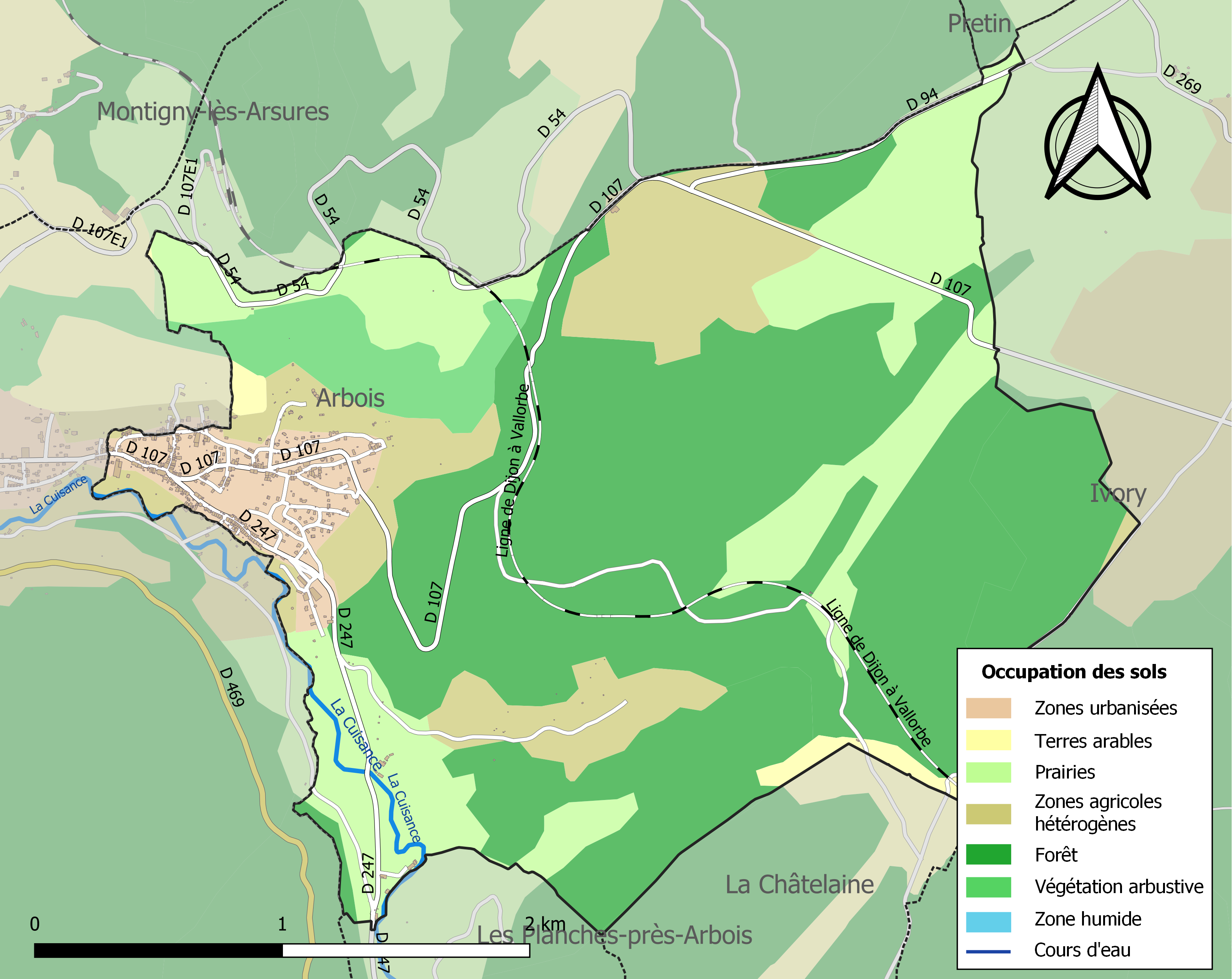
Carte des infrastructures et de l'occupation des sols de la commune en 2018 (CLC).

## Histoire

### Préhistoire

#### Paléolithique
Les premières traces d'occupation avérées sont liées aux hommes de Cro-Magnon, entre 40 000 et 10 000 ans avant notre ère. À Mesnay, ces populations appartenant à l'espèce Homo sapiens ont laissé des traces d'ossements, d'outils taillés et de foyers.
En parallèle, dans la proximité directe de Mesnay, les traces les plus anciennes de cette période datent du Paléolithique final, environ 12 300 à 9 700 avant J.-C., avec des outils lithiques découverts sur le site de la ZAC de l'Ethole d'Arbois, utilisés par des chasseurs-cueilleurs pour capturer de grands herbivores comme les aurochs et les cerfs.

#### Mésolithique: les chasseurs-cueilleurs
Au Mésolithique, les occupations humaines se diversifient. À Mesnay, les fouilles n'ont pas encore révélé de traces significatives de cette période, mais dans la proximité directe, il est établi que des groupes de chasseurs-cueilleurs établissent des campements temporaires dans la vallée de la Cuisance. Le site de l'Ethole a livré des pointes de flèches sophistiquées, des foyers et des restes d'animaux datant de 7 500 à 6 500 av. J.-C..

#### Néolithique: sédentarisation
Au Néolithique (environ 5000 à 2200 avant J.-C.), la région connaît l'apparition de l'agriculture et de l'élevage. À Arbois, des vestiges de céramiques et des structures domestiques ont été découverts, révélant une vie sédentaire.

#### Âge du Bronze
L'Âge du Bronze (2200 à 800 av. J.-C.) marque une phase de sédentarisation avec des structures d'habitat et des rites funéraires plus élaborés.
Sur le site de la Roche Maldru à Mesnay, les populations locales ont construit des remparts et des palissades autour de leurs habitations, témoignant de l'importance défensive et stratégique de ce site. Les fouilles menées par Maurice Piroutet en 1899 ont révélé la présence de retranchements et de structures de calcination, utilisées pour solidifier les murs de défense grâce à une technique de chaux carbonatée. Ces fortifications témoignent de l'organisation sociale et militaire des populations à cette époque. Le mobilier archéologique découvert inclut des poteries caractéristiques du Bronze I et II, ainsi que des objets en métal tels que des épingles en cuivre et des flèches en bronze, indiquant une occupation continue du site durant cette période.

## Politique et administration
| Période    | Période  | Identité           | Étiquette | Qualité                              |
| ---------- | -------- | ------------------ | --------- | ------------------------------------ |
| avant 1988 | ?        | Daniel Moniotte    |           |                                      |
| mars 2001  | 2013     | Jean-Claude Fuster |           | Décédé en mandat le 24 décembre 2013 |
| mars 2014  | En cours | Pascal Drogrey     | DVD       | Employé                              |

## Démographie
L'évolution du nombre d'habitants est connue à travers les recensements de la population effectués dans la commune depuis 1793. Pour les communes de moins de 10 000 habitants, une enquête de recensement portant sur toute la population est réalisée tous les cinq ans, les populations de référence des années intermédiaires étant quant à elles estimées par interpolation ou extrapolation. Pour la commune, le premier recensement exhaustif entrant dans le cadre du nouveau dispositif a été réalisé en 2007.

En 2022, la commune comptait 577 habitants, en évolution de −0,35 % par rapport à 2016 (Jura : −0,81 %, France hors Mayotte : +2,11 %).
| 1793  | 1800  | 1806  | 1821  | 1831  | 1836  | 1841  | 1846  | 1851  |
| ----- | ----- | ----- | ----- | ----- | ----- | ----- | ----- | ----- |
| 1 150 | 1 194 | 1 197 | 1 102 | 1 147 | 1 203 | 1 026 | 1 039 | 1 138 |

| 1856  | 1861 | 1866 | 1872 | 1876 | 1881 | 1886 | 1891 | 1896 |
| ----- | ---- | ---- | ---- | ---- | ---- | ---- | ---- | ---- |
| 1 058 | 960  | 938  | 860  | 836  | 803  | 788  | 706  | 646  |

| 1901 | 1906 | 1911 | 1921 | 1926 | 1931 | 1936 | 1946 | 1954 |
| ---- | ---- | ---- | ---- | ---- | ---- | ---- | ---- | ---- |
| 777  | 713  | 646  | 548  | 537  | 513  | 512  | 530  | 586  |

| 1962 | 1968 | 1975 | 1982 | 1990 | 1999 | 2006 | 2007 | 2012 |
| ---- | ---- | ---- | ---- | ---- | ---- | ---- | ---- | ---- |
| 609  | 578  | 505  | 530  | 489  | 567  | 550  | 548  | 556  |

| 2017 | 2022 | - | - | - | - | - | - | - |
| ---- | ---- | - | - | - | - | - | - | - |
| 583  | 577  | - | - | - | - | - | - | - |

## Lieux et monuments
- L'église Saint-Oyan dont le clocher penche[23].
- La Cartonnerie (écomusée du carton et maison de l'abeille) : lieu culturel réunissant une « maison de l'abeille » et un écomusée du carton situé à Mesnay (Jura), installé dans les anciens locaux des établissements Hétier Père et Fils sur un site dont l'activité papetière a débuté en 1710, par la famille Mervans, pour s'achever en 2001[24].
- Le barrage et la cascade du Dérochoir sur la Cuisance qui longe la commune au sud.

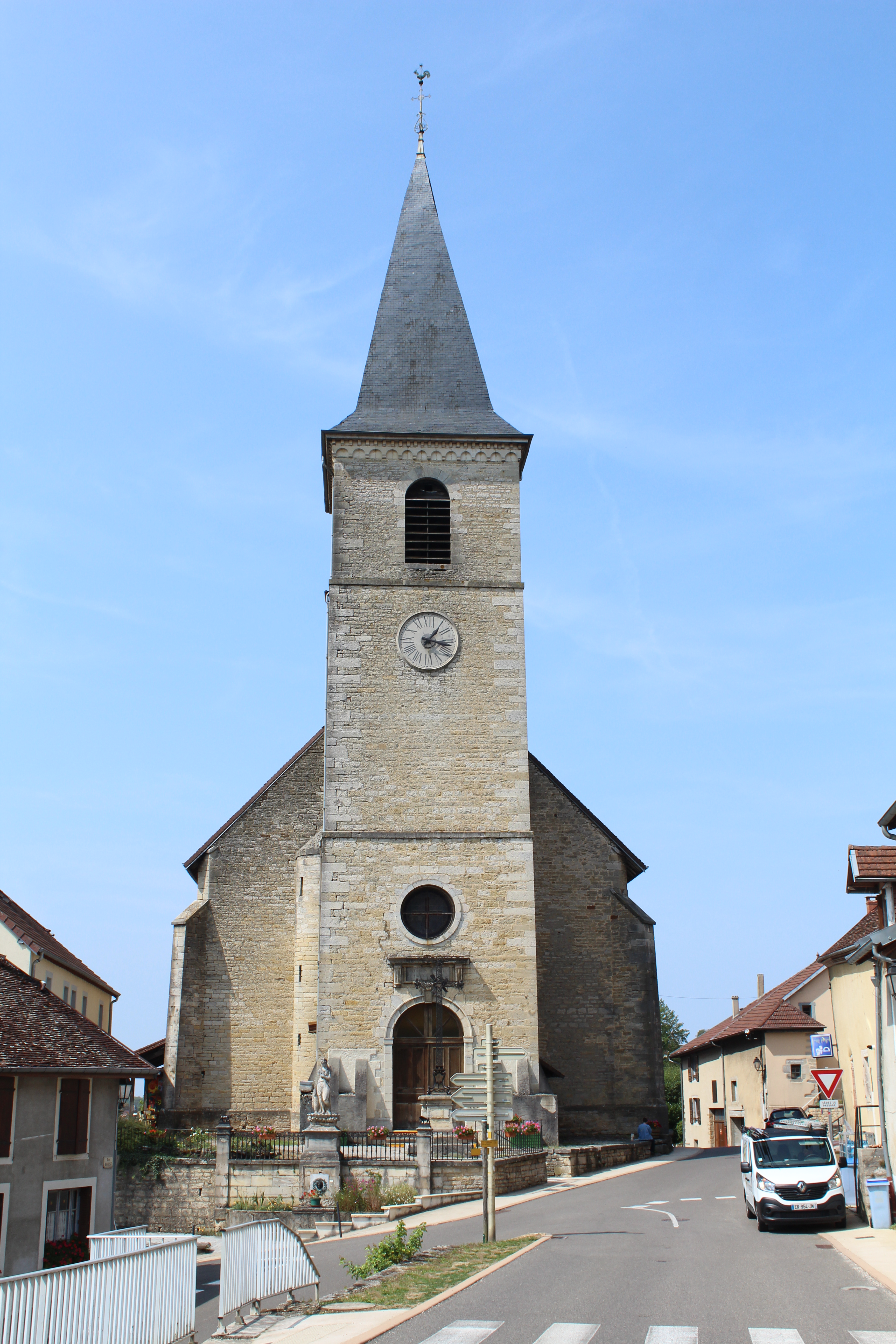
L'église Saint-Oyan.
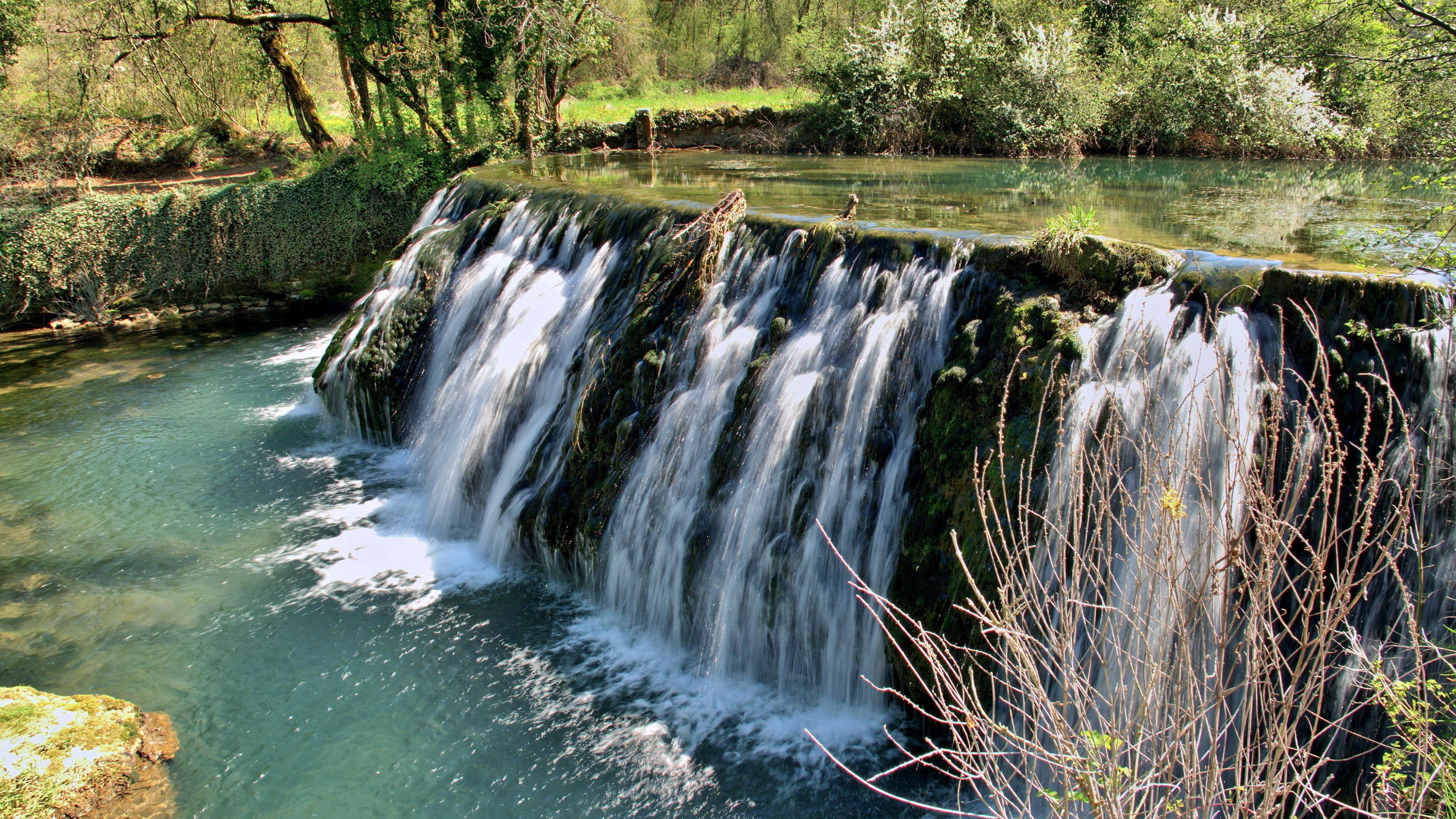
Le barrage du Dérochoir sur la Cuisance.

Le village fait partie du site classé de la reculée d'Arbois.

### Voies
| 45 odonymes recensés à Mesnay au 17 novembre 2013 | 45 odonymes recensés à Mesnay au 17 novembre 2013 | 45 odonymes recensés à Mesnay au 17 novembre 2013 | 45 odonymes recensés à Mesnay au 17 novembre 2013 | 45 odonymes recensés à Mesnay au 17 novembre 2013 | 45 odonymes recensés à Mesnay au 17 novembre 2013 | 45 odonymes recensés à Mesnay au 17 novembre 2013 | 45 odonymes recensés à Mesnay au 17 novembre 2013 | 45 odonymes recensés à Mesnay au 17 novembre 2013 | 45 odonymes recensés à Mesnay au 17 novembre 2013 | 45 odonymes recensés à Mesnay au 17 novembre 2013 | 45 odonymes recensés à Mesnay au 17 novembre 2013 | 45 odonymes recensés à Mesnay au 17 novembre 2013 | 45 odonymes recensés à Mesnay au 17 novembre 2013 | 45 odonymes recensés à Mesnay au 17 novembre 2013 | 45 odonymes recensés à Mesnay au 17 novembre 2013 |
| Allée                                             | Avenue                                            | Bld                                               | Chemin                                            | Cours                                             | Impasse                                           | Montée                                            | Passage                                           | Place                                             | Quai                                              | Rd-point                                          | Route                                             | Rue                                               | Ruelle                                            | Autres                                            | Total                                             |
| ------------------------------------------------- | ------------------------------------------------- | ------------------------------------------------- | ------------------------------------------------- | ------------------------------------------------- | ------------------------------------------------- | ------------------------------------------------- | ------------------------------------------------- | ------------------------------------------------- | ------------------------------------------------- | ------------------------------------------------- | ------------------------------------------------- | ------------------------------------------------- | ------------------------------------------------- | ------------------------------------------------- | ------------------------------------------------- |
| 6                                                 | 0                                                 | 0                                                 | 5                                                 | 0                                                 | 5                                                 | 0                                                 | 0                                                 | 0                                                 | 0                                                 | 0                                                 | 0                                                 | 30                                                | 0                                                 | 4                                                 | 45                                                |
| Notes « N »                                       |                                                   |                                                   |                                                   |                                                   |                                                   |                                                   |                                                   |                                                   |                                                   |                                                   |                                                   |                                                   |                                                   |                                                   |                                                   |
| Sources : rue-ville.info & OpenStreetMap          |                                                   |                                                   |                                                   |                                                   |                                                   |                                                   |                                                   |                                                   |                                                   |                                                   |                                                   |                                                   |                                                   |                                                   |                                                   |